# Fontcouverte (Aude)
Fontcouverte település Franciaországban, Aude megyében. Lakosainak száma 574 fő (2022. január 1.). Fontcouverte Conilhac-Corbières, Fabrezan, Ferrals-les-Corbières, Montbrun-des-Corbières és Moux községekkel határos.

## Népesség
A település népességének változása:
| Lakosok száma | 397  | 328  | 333  | 509  | 525  | 539  | 546  | 552  | 559  | 574  |
|               | 1968 | 1982 | 1990 | 2006 | 2013 | 2015 | 2017 | 2019 | 2020 | 2022 |